# Астарински рејон
Астарински рејон (азер. Astara rayonu), једна је од 78 административно-територијалних јединица Азербејџана. Налази се у јужном делу земље, у пределу познатом као Ленкорански регион. Административни центар рејона се налази у граду Астара. 
Астарински рејон обухвата површину од 620 km² и има 98.300 становника (подаци из 2011). 
Административно, рејон се даље дели у 15 представништава и 49 мањих општина.